# 劇団子供鉅人
子供鉅人（こどもきょじん）は、日本の劇団。主宰は益山貴司。レプロエンタテインメント所属。
2005年に益山貴司・益山寛司兄弟を中心に大阪で結成、2014年より東京で活動する。劇団名は「子供のようで鉅人、鉅人のようで子供」の略。

## 劇団員
- 益山貴司
- 益山寛司
- キキ花香
- 影山徹
- 億なつき
- ミネユキ
- 山西竜矢
- 益山U☆G
- 古野陽大
- うらじぬの
- 地道元春
  - 2018年2月1日入団

### 過去の劇団員
- BAB
- 小中太

## スタッフ
- さくらの
- 谷口悠
- 倉本真見
- 呉勇寿
- 新藤江里子
- 越慶次郎
- 大人鉅人

## 劇団内ユニット
- ピンク・リバティ[6][7]
  - 脚本、演出：山西竜矢
- プノンペン・ホテル[8]
  - メンバー：キキ花香、影山徹
- コリメッコ[9]
  - メンバー：古野陽大、うらじぬの
- はぐれゴーレム☆ジャンボ[10]
  - 脚本、演出：益山U☆G
- やくざゴーレム☆ジャンボ[11]

## 主な演劇

### ニューカウントシリーズ

#### 2018年
- vol.4「真夜中の虹」（再演）[12]
  - 福岡/8月4日〜5日 場所：ぽんプラザホール
  - 大阪/7月26日〜30日 場所：梅田 HEP HALL
  - 仙台/7月21日〜22日 場所：せんだい演劇工房10-BOX box-1
  - 東京/7月1日〜8日 場所：下北沢駅前劇場
- vol.8「ハミンンンンンング」[13]
  - 大阪/5月26日〜27日 場所：クリエイティブセンター大阪
  - 東京/5月16日〜20日 場所：原宿VACANT

#### 2017年
- vol.7「チョップ、ギロチン、垂直落下」[14]
  - 東京/11月6日〜19日　場所：浅草九劇
  - 大阪/10月17日〜23日　場所：HEP HALL
- vol.6「マクベス」[15]
  - 東京/2月10日〜12日　場所：本多劇場

#### 2016年
- vol.5「幕末スープレックス」[16]
  - 東京/9月17日~25日 場所：東京芸術劇場 シアター・イースト
- vol.4「真夜中の虹」[17]
  - 東京/5月9日〜15日 下北沢駅前劇場
  - 大阪/4月28日〜5月1日 HEP HALL

#### 2015年
- vol.3 愛の不毛と救済三部作 第三弾「重力の光」[18]
  - 東京/2016年1月13日〜19日 下北沢駅前劇場
  - 大阪/2015年12月3日〜7日 天王寺 近鉄アート館
- vol.2 愛の不毛と救済三部作 第二弾「真昼のジョージ」[19]
  - 大阪/9月3日〜7日 HEP HALL
  - 東京/8月19日〜25日 サンモールスタジオ
- vol.1 愛の不毛と救済三部作 第一弾「組しだかれてツインテール」[20]
  - 東京/6月9日〜16日 シアター711
  - 大阪/5月15日〜21日 in→dependent theatre 1st

### その他

#### 2018年
- 100人シェイクスピア第二弾「夏の夜の夢」[21]
  - 東京/9月15日〜16日 場所：パルテノン多摩
- ストレンジシードにて「スーパーバレーボーラー球子！」[22]
  - 静岡/5月4日〜6日
- SICF19（第19回 スパイラル・インディペンデント・クリエーターズ・フェスティバル） PLAYにて「人力お化け屋敷」[23][24]
  - 東京/4月30日 場所：南青山スパイラル
  - グランプリ受賞
- 「ハミンンンンンング リーディング会 」[25]
  - 東京/4月20日 場所：桜上水（非公開）
- 浅草九劇一周年イベント[26]
  - 東京/4月7日 出演：プノンペン・ホテル
- 京都ホステル公演「IN THE ROOM」[27]
  - 京都/3月20日〜21日 場所：kumagusuku（クマグスク）
- 観劇三昧下北沢店1周年記念『路上演劇祭』にて「やくざゴーレム☆ジャンボ」[28]
  - 東京/2月18日 下北沢
- 劇団Twitter投稿動画「雪だるま滅多斬り動画」[29]
  - 1月23日
  - 海外メディアに取り上げられる[30]

#### 2017年
- 「子供部屋 第2弾」
  - 12月9日 荻窪ベルベットサン
- 「子供部屋 第1弾」[31]
  - 8月6日 荻窪ベルベットサン
- 「ベルギーおみやげ市」[32]
  - 6月3日 東京・IKI-BA
- 「音楽と演劇の年賀状展」[33]
  - 1月〜3月

## 主なTV番組

### 2019年
- なつぞら

### 2018年
- NHK Eテレ「シャキーン!」6月25日〜一ヶ月間[34]
  - 番組コーナー「シャキーン！ミュージック」の「かんじない歌 〜旅立ちの朝〜」
  - 出演：影山徹
- NHK Eテレ「天才てれびくんYOU」6月4日〜6日[35]
  - 出演：影山徹と古野陽大
- BSジャパン「逃亡花」第7話 6月2日[36]
  - 出演：益山寛司と古野陽大が出演
- フジテレビ「痛快テレビスカッとジャパン」4月16日、6月11日、18日[37][38][39][40]
  - 出演：益山貴司、益山寛司、キキ花香、影山徹、億なつき、ミネユキ、山西竜矢、益山U☆G、古野陽大、うらじぬの、地道元春
- BSスカパー!「演劇人は、夜な夜な、下北の街で呑み明かす…」第十七夜 4月18日、25日[41]
  - 出演：益山寛司
- BSジャパン「命売ります」2月10日[42]
  - 出演：山西竜矢

### 2017年
- NHK 連続テレビ小説「ひよっこ」[43]
  - 出演：古野陽大

## ネット番組
- FRESH! 浅草ジャイアントキッド[44]
  - 2018年6月13日(#5)
  - 2018年6月6日(#4)
  - 2018年5月30日(#3)
  - 2018年5月2日(#2)
  - 2018年4月18日(#1)

## 主な劇団主催定期イベント
- 2018年4月8日 24時間耐久お花見大会 場所：代々木公園[45]